# Lijst van rijksmonumenten in de Leidsestraat (Amsterdam)
Een overzicht van de 33 rijksmonumenten in de Leidsestraat in Amsterdam.
| Object                                                                             | Oorspronkelijke functie? | Bouwjaar                | Architect | Locatie          | Coördinaten?                  | Nr.?   | Afbeelding                                                                         |
| ---------------------------------------------------------------------------------- | ------------------------ | ----------------------- | --------- | ---------------- | ----------------------------- | ------ | ---------------------------------------------------------------------------------- |
| Pand met gevel onder rechte lijst met consoles                                     | Gebouw                   | laatste kwart 18e eeuw  |           | Leidsestraat 5   | 52° 21' 59" NB, 4° 53' 16" OL | 3404   | Pand met gevel onder rechte lijst met consoles                                     |
| Pand met 18e-eeuwse gevel onder moderne rechte lijst                               | Gebouw                   | 18e eeuw                |           | Leidsestraat 9   | 52° 21' 59" NB, 4° 53' 15" OL | 3405   | Pand met 18e-eeuwse gevel onder moderne rechte lijst                               |
| Pand met trapgevel bovenste stuk vernieuwd                                         | Gebouw                   | tweede helft 17e eeuw   |           | Leidsestraat 11  | 52° 21' 59" NB, 4° 53' 15" OL | 3406   | Pand met trapgevel bovenste stuk vernieuwd                                         |
| Pand met trapgevel                                                                 | Gebouw                   | tweede helft 17e eeuw   |           | Leidsestraat 13A | 52° 21' 59" NB, 4° 53' 15" OL | 3407   | Upload foto                                                                        |
| Pand met gevel met kloktop                                                         | Gebouw                   | tweede helft 17e eeuw   |           | Leidsestraat 15  | 52° 21' 59" NB, 4° 53' 15" OL | 3408   | Upload foto                                                                        |
| Pand met gevel onder triglyfenlijst                                                | Gebouw                   | 17e/18e eeuw            |           | Leidsestraat 17  | 52° 21' 59" NB, 4° 53' 14" OL | 3409   | Pand met gevel onder triglyfenlijst                                                |
| Pand met gevel onder rechte lijst                                                  | Woonhuis                 | 18e/19e eeuw            |           | Leidsestraat 19  | 52° 21' 59" NB, 4° 53' 14" OL | 3410   | Pand met gevel onder rechte lijst                                                  |
| Pand met gevel onder rechte lijst                                                  | Woonhuis                 | 18e/19e eeuw            |           | Leidsestraat 21  | 52° 21' 58" NB, 4° 53' 14" OL | 3411   | Pand met gevel onder rechte lijst                                                  |
| Pand met gevel onder kloktop                                                       | Gebouw                   | 17e/18e eeuw            |           | Leidsestraat 23  | 52° 21' 58" NB, 4° 53' 14" OL | 3412   | Pand met gevel onder kloktop                                                       |
| Pand met halsgevel met amsterdams wapen en zegel in de vleugelstukken              | Gebouw                   | laatste helft 17e eeuw  |           | Leidsestraat 25  | 52° 21' 58" NB, 4° 53' 14" OL | 3413   | Pand met halsgevel met amsterdams wapen en zegel in de vleugelstukken              |
| Pand met gevel verbouwd                                                            | Woonhuis                 | 17e/18e/19e eeuw        |           | Leidsestraat 27  | 52° 21' 58" NB, 4° 53' 13" OL | 3414   | Pand met gevel verbouwd                                                            |
| Pand met klokgevel gepleisterd en van ornament ontdaan                             | Gebouw                   | 17e/19e eeuw            |           | Leidsestraat 31  | 52° 21' 58" NB, 4° 53' 13" OL | 3415   | Pand met klokgevel gepleisterd en van ornament ontdaan                             |
| Kantoorgebouw in een door sobere art nouveau en door rationalisme beïnvloede stijl | Handel en kantoor        | 1909-1910               | W. Hamer  | Leidsestraat 31  | 52° 21' 58" NB, 4° 53' 13" OL | 518498 | Kantoorgebouw in een door sobere art nouveau en door rationalisme beïnvloede stijl |
| Pand met gevel onder rechte lijst met consoles                                     | Gebouw                   | laatste kwart 18e eeuw  |           | Leidsestraat 49  | 52° 21' 56" NB, 4° 53' 9" OL  | 3416   | Pand met gevel onder rechte lijst met consoles                                     |
| Pand met gevel onder rechte lijst met dakkapel                                     | Gebouw                   | eerste kwart 19e eeuw   |           | Leidsestraat 6   | 52° 21' 60" NB, 4° 53' 16" OL | 3418   | Upload foto                                                                        |
| Pand met gevel onder rechte lijst met dakkapel                                     | Gebouw                   | eerste kwart 19e eeuw   |           | Leidsestraat 8   | 52° 21' 60" NB, 4° 53' 15" OL | 3419   | Pand met gevel onder rechte lijst met dakkapel                                     |
| Pand met gevel onder rechte lijst                                                  | Gebouw                   | 19e eeuw                |           | Leidsestraat 10  | 52° 21' 60" NB, 4° 53' 15" OL | 3420   | Pand met gevel onder rechte lijst                                                  |
| Pand met gevel onder rechte lijst                                                  | Gebouw                   | eerste kwart 19e eeuw   |           | Leidsestraat 12  | 52° 21' 60" NB, 4° 53' 15" OL | 3421   | Pand met gevel onder rechte lijst                                                  |
| Pand met gevel onder rollagentop                                                   | Gebouw                   | 18e eeuw begin 19e eeuw |           | Leidsestraat 16  | 52° 21' 60" NB, 4° 53' 15" OL | 3422   | Upload foto                                                                        |
| Pand met halsgevel met oudere vleugelstukken                                       | Gebouw                   | 17e/18e eeuw            |           | Leidsestraat 26  | 52° 21' 59" NB, 4° 53' 14" OL | 3423   | Pand met halsgevel met oudere vleugelstukken                                       |
| Pand met gevel onder rechte lijst                                                  | Gebouw                   | 18e/19e eeuw            |           | Leidsestraat 28  | 52° 21' 59" NB, 4° 53' 14" OL | 3424   | Upload foto                                                                        |
| Pand met klokgevel                                                                 | Gebouw                   | laatste helft 17e eeuw  |           | Leidsestraat 44  | 52° 21' 57" NB, 4° 53' 9" OL  | 3425   | Meer afbeeldingen                                                                  |
| Pand met halsgevel                                                                 | Werk-woonhuis            | tweede kwart 18e eeuw   |           | Leidsestraat 46  | 52° 21' 57" NB, 4° 53' 9" OL  | 3426   | Meer afbeeldingen                                                                  |
| Pand met gevel onder gesneden rechte lijst                                         | Gebouw                   | 17e/19e eeuw            |           | Leidsestraat 52  | 52° 21' 57" NB, 4° 53' 8" OL  | 3427   | Pand met gevel onder gesneden rechte lijst                                         |
| Pand met gevel onder rechte lijst met dakkapel                                     | Gebouw                   | eerste kwart 19e eeuw   |           | Leidsestraat 56  | 52° 21' 56" NB, 4° 53' 8" OL  | 3428   | Meer afbeeldingen                                                                  |
| Pand met halsgevel                                                                 | Gebouw                   | eerste helft 18e eeuw   |           | Leidsestraat 60  | 52° 21' 56" NB, 4° 53' 7" OL  | 3429   | Meer afbeeldingen                                                                  |
| Pand met halsgevel                                                                 | Gebouw                   | eerste helft 18e eeuw   |           | Leidsestraat 62  | 52° 21' 56" NB, 4° 53' 7" OL  | 3430   | Meer afbeeldingen                                                                  |
| Pand met gevel onder rechte lijst                                                  | Gebouw                   | 18e/19e eeuw            |           | Leidsestraat 63  | 52° 21' 55" NB, 4° 53' 7" OL  | 3417   | Pand met gevel onder rechte lijst                                                  |
| Pand met klokgevel                                                                 | Gebouw                   | tweede helft 17e eeuw   |           | Leidsestraat 90  | 52° 21' 53" NB, 4° 53' 2" OL  | 3431   | Meer afbeeldingen                                                                  |
| Pand met gevel onder rechte lijst met consoles                                     | Gebouw                   | laatste kwart 18e eeuw  |           | Leidsestraat 92  | 52° 21' 53" NB, 4° 53' 2" OL  | 3432   | Meer afbeeldingen                                                                  |
| Hoekhuis met gevel onder rechte lijst                                              | Gebouw                   | 18e/19e eeuw            |           | Leidsestraat 96  | 52° 21' 53" NB, 4° 53' 1" OL  | 3433   | Meer afbeeldingen                                                                  |
| Pand met klokgevel                                                                 | Gebouw                   | derde kwart 18e eeuw    |           | Leidsestraat 104 | 52° 21' 53" NB, 4° 53' 0" OL  | 3434   | Pand met klokgevel                                                                 |
| Pand met halsgevel met oeils-de-boeuf                                              | Gebouw                   | tweede kwart 18e eeuw   |           | Leidsestraat 110 | 52° 21' 52" NB, 4° 52' 59" OL | 3435   | Meer afbeeldingen                                                                  |